# Hadena kamburonga
Hadena kamburonga är en fjärilsart som beskrevs av Holloway 1976. Hadena kamburonga ingår i släktet Hadena och familjen nattflyn. Inga underarter finns listade i Catalogue of Life.